# Folsomia inoculata
Folsomia inoculata är en urinsektsart som beskrevs av Stach 1947. Folsomia inoculata ingår i släktet Folsomia, och familjen Isotomidae. Arten är reproducerande i Sverige.